# ایتربیم باریم مس اکسید
ایتربیم باریم مس اکسید (به انگلیسی: Yttrium barium copper oxide) با فرمول شیمیایی YBa۲Cu۳O۷ یک ترکیب شیمیایی است. که جرم مولی آن ۶۶۶٫۱۹ g/mol می‌باشد. شکل ظاهری این ترکیب، جامد سیاه است.